# Daybrook
Daybrook – dzielnica miasta Arnold, w Anglii, w hrabstwie Nottinghamshire, w dystrykcie Gedling. Leży 1 km od centrum miasta Arnold, 5,7 km od miasta Nottingham i 180,4 km od Londynu. W 2011 roku dzielnica liczyła 5014 mieszkańców.